# Villeneuve-la-Comtesse
Villeneuve-la-Comtesse ist eine französische Gemeinde mit 745 Einwohnern (Stand: 1. Januar 2022) im Département Charente-Maritime in der Region Nouvelle-Aquitaine (vor 2016: Poitou-Charentes); sie gehört zum Arrondissement Saint-Jean-d’Angély und zum Kanton Saint-Jean-d’Angély. Die Einwohner werden Villeneuvois und Villeneuvoises genannt.

## Geographie
Villeneuve-la-Comtesse liegt etwa 50 Kilometer ostsüdöstlich von La Rochelle in der Saintonge am Mignon. Umgeben wird Villeneuve-la-Comtesse von den Nachbargemeinden Plaine-d’Argenson im Norden und Nordosten, Saint-Séverin-sur-Boutonne im Osten, Coivert im Südosten und Süden, La Croix-Comtesse und Vergné im Süden, Migré im Südwesten und Westen sowie Dœuil-sur-le-Mignon im Nordwesten.

## Geschichte
Zum 1. Januar 1973 wurde die bis dahin eigenständige Gemeinde Villenouvelle der Gemeinde angeschlossen.

## Bevölkerungsentwicklung
| Jahr                       | 1962 | 1968 | 1975 | 1982 | 1990 | 1999 | 2006 | 2019 |
| Einwohner                  | 763  | 801  | 858  | 826  | 768  | 719  | 690  | 739  |
| Quellen: Cassini und INSEE |      |      |      |      |      |      |      |      |

## Sehenswürdigkeiten
- Kirche Notre-Dame-de-l’Assomption in Villeneuve-la-Comtesse, seit 1959 als Monument historique eingeschrieben
- Kirche von Villenouvelle
- Burg aus dem 14. Jahrhundert, Monument historique seit 1949 als Monument historique eingeschrieben

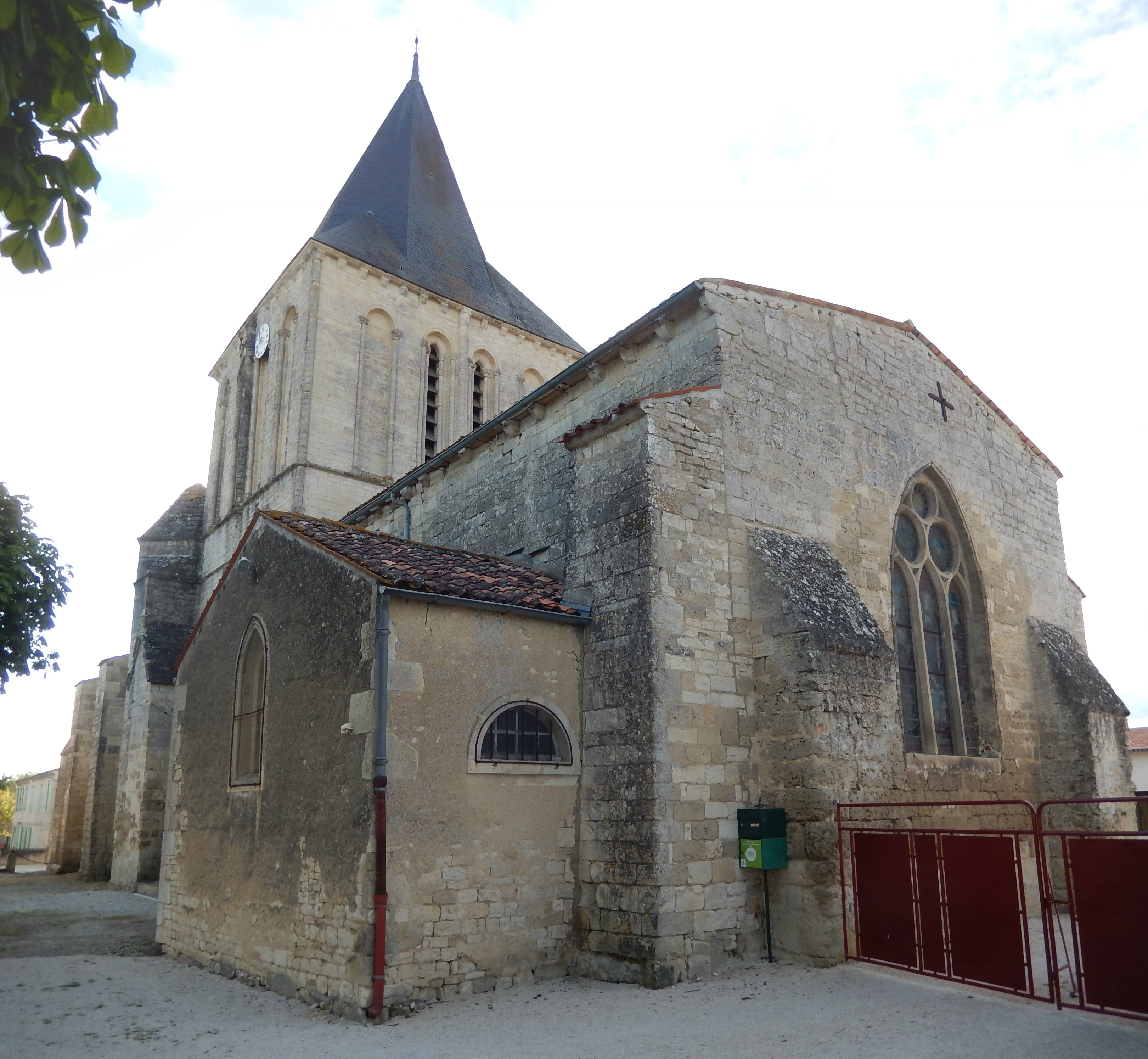
Kirche Notre-Dame-de-l’Assomption
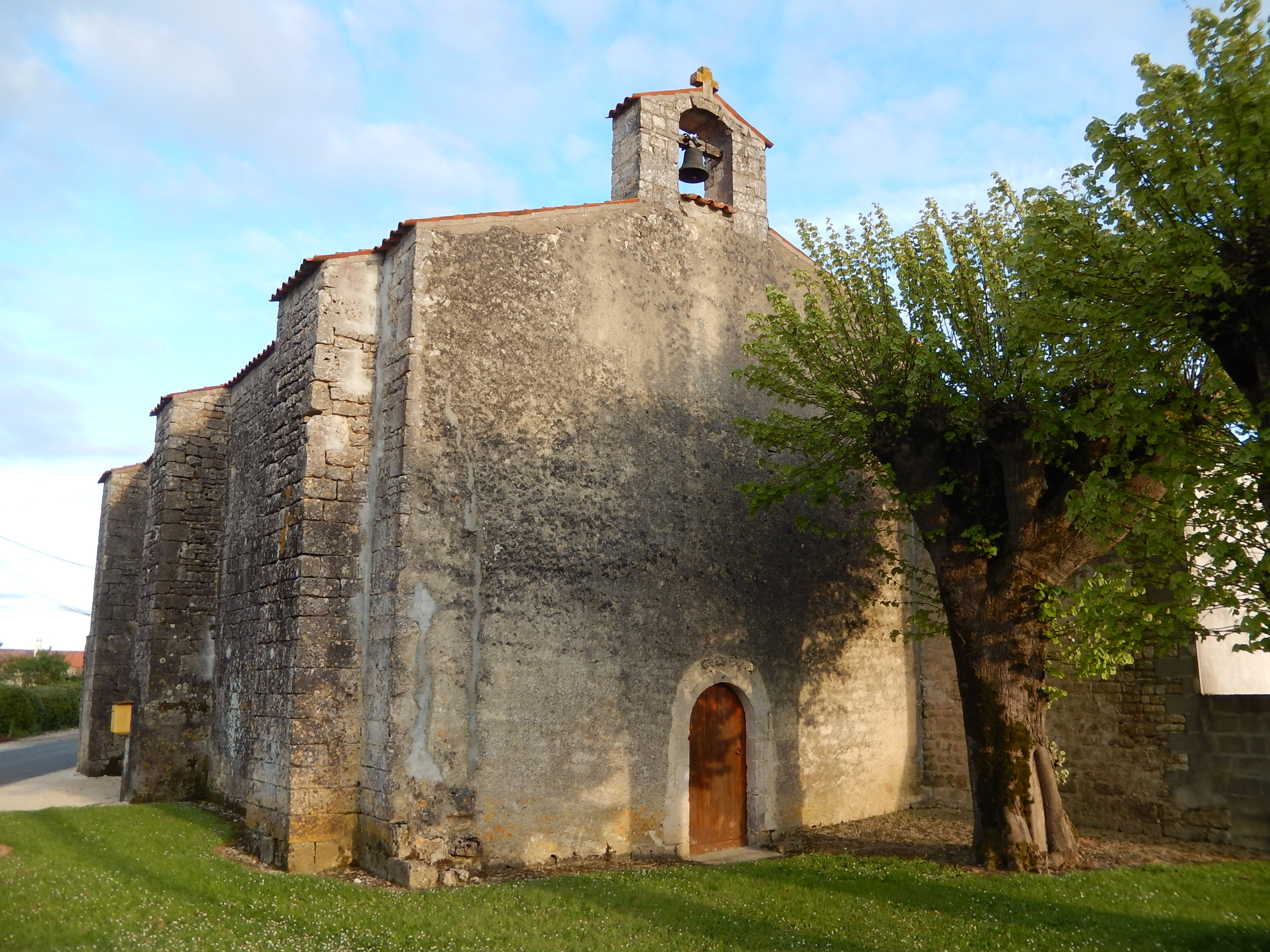
Kirche von Villenouvelle
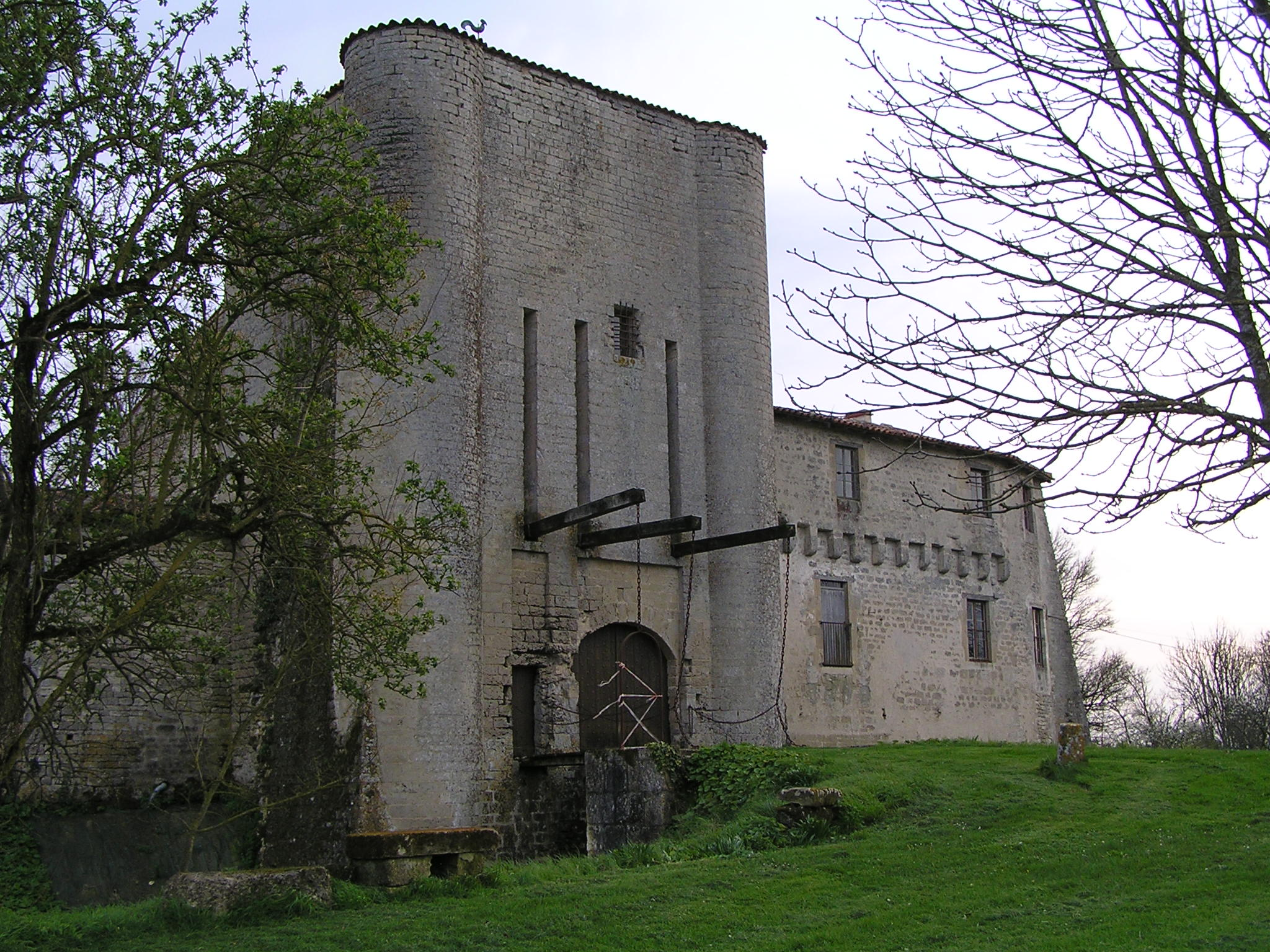
Burg

## Persönlichkeiten
- Charles-Eutrope de La Laurencie (1740–1816), Bischof von Nantes (1783–1816)